# Cherbet mazhar
La cherbet mazhar, charbet mazhar, ou charbet almazhar, est une boisson traditionnelle algérienne,.

## Origine et étymologie

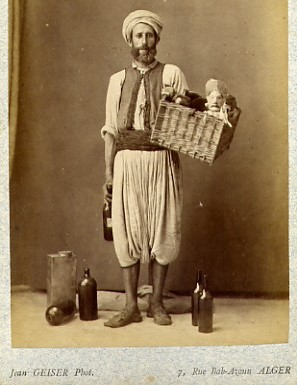
Vendeur de Cherbet à Alger (XIXe siècle).

Son origine provient de l'Algérois, plus précisément de la ville d'Alger. Quant à son nom, il provient de l'arabe algérien signifiant « boisson d'eau de fleur d'oranger ».

## Description
Il s'agit d'un sirop composé d'eau, de cannelle fraîche, d'une grande quantité d'eau de fleur d'oranger et de sucre selon les goûts,.

## Tradition
Dans le mariage algérois, la mariée boit une grande quantité de ce breuvage traditionnel qu'elle offre ensuite à ses invitées à la sortie du rituel du hammam avec des brioches appelées kâak bouchkara. 